# Прямий вузол (теорія вузлів)

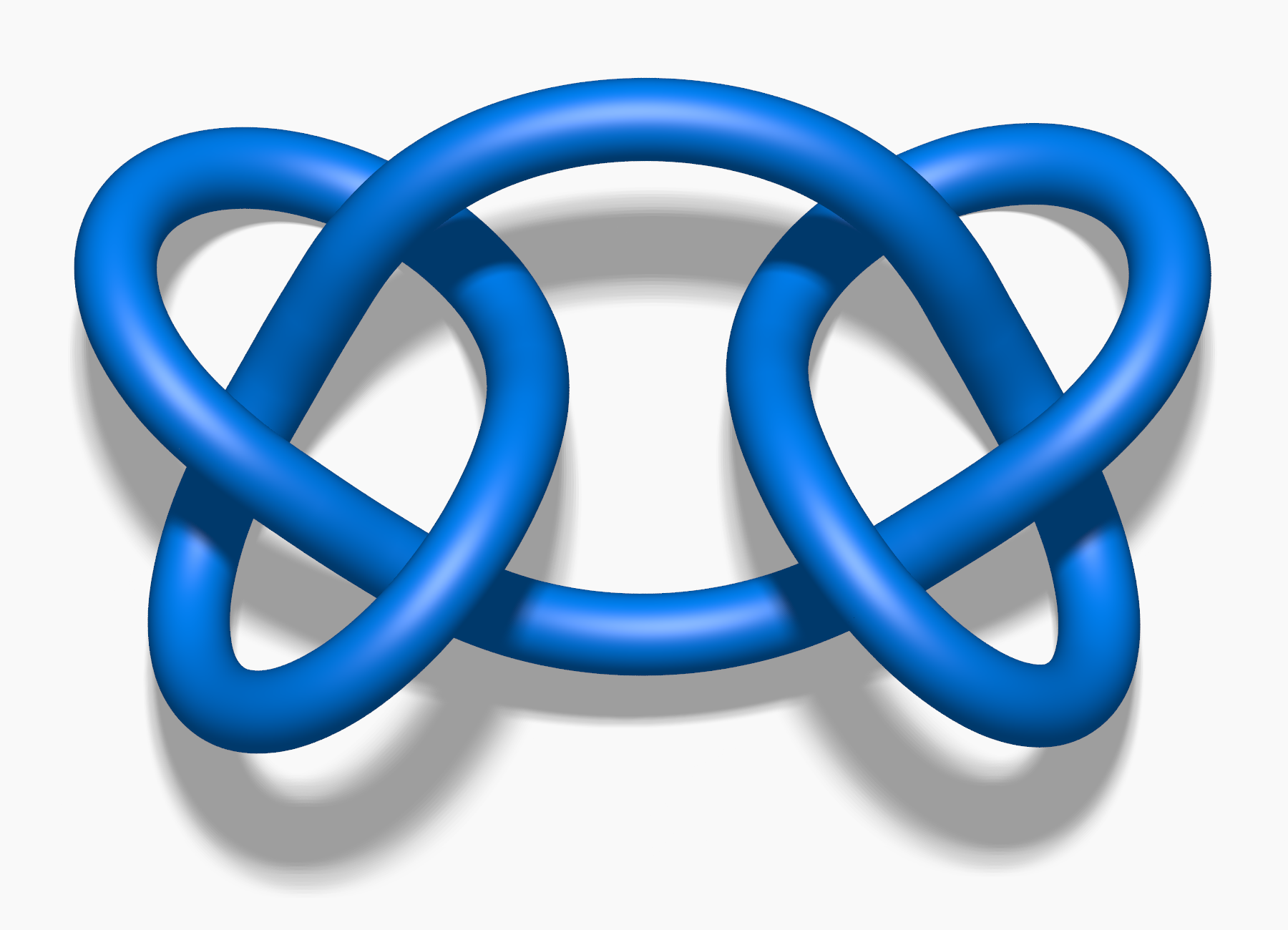
Прямий вузол

Прямий вузол, поданий як стрічковий вузол

В теорії вузлів прямий вузол — це складений вузол, отриманий з'єднанням трилисника з його відбиттям. Вузол тісно пов'язаний з бабиним вузлом, який також є з'єднанням двох трилисників. Оскільки трилисник є найпростішим нетривіальним вузлом, прямий і бабин вузли є найпростішими складеними вузлами.
Прямий вузол є математичною версією побутового прямого вузла.

## Побудова
Прямий вузол можна побудувати з двох трилисників, один з яких повинен бути лівостороннім, а інший — правостороннім. Кожен з вузлів розсікається і вільні кінці попарно з'єднуються. Внаслідок з'єднання виходить прямий вузол.
Важливо брати саме два дзеркальних образи трилисника. Якщо взяти два однакових трилисники, вийде бабин вузол.

## Властивості
Прямий вузол є ахіральним, що означає, що він не відрізняється від свого дзеркального образу. Число перетинів прямого вузла дорівнює 6, що є мінімумом для складених вузлів.
Многочлен Александера прямого вузла дорівнює
{\displaystyle \Delta (t)=(t-1+t^{-1})^{2},}
що просто є квадратом многочлена Александера трилисника. 
Аналогічно, многочлен Александера-Конвея прямого вузла дорівнює
{\displaystyle \nabla (z)=(z^{2}+1)^{2}.}
Ці два многочлени такі ж, як і для бабиного вузла. Однак многочлен Джонса прямого вузла дорівнює
{\displaystyle V(q)=(q^{-1}+q^{-3}-q^{-4})(q+q^{3}-q^{4})=-q^{3}+q^{2}-q+3-q^{-1}+q^{-2}-q^{-3}.}
Цей многочлен дорівнює добутку многочленів Джонса для лівого і для правого трилисників і він відрізняється від многочлена Джонса для бабиного вузла.
Група прямого вузла задається таким чином:
{\displaystyle \langle x,y,z\mid xyx=yxy,xzx=zxz\rangle }.
Ця група ізоморфна групі бабиного вузла, і це є найпростішим прикладом двох різних вузлів з ізоморфними групами вузлів.
На відміну від бабиного вузла прямий вузол є стрічковим, а тому зрізаним.